# Istituto tecnico commerciale G. Ginanni
L'Istituto Tecnico Commerciale G. Ginanni di Ravenna, è situato nel Quartiere Farini.

## Storia

### I primi anni
L'istituto tecnico, insieme al Liceo Classico, è uno degli istituti più antichi della città. Il primo anno scolastico è infatti quello del 1865-66. In questo nuovo tipo di scuola, vennero infatti applicati i più moderni tipi di studi tecnici/ economici, senza tralasciare l'educazione umanistica/ scientifica. Gli insegnanti vennero scelti tra personalità cittadine di rilievo del mondo della scienza e della cultura fra questi un esempio è il dottor Francesco Bravi . Il primo preside dell’Istituto tecnico fu invece il marchese Vincenzo Cavalli. gli stipendi dei docenti  variavano dalle 400 lire mensili (destinate al professore di disegno) alle 1200, destinate invece all'insegnante di chimica. Volendo fare un paragone con la valuta odierna, si tratta di compensi che si aggirerebbero all'incirca tra i 2000 e i 6000 euro al mese: una professione riconosciuta come, prestigiosa, e molto ben retribuita.
Nel 1907 l’Istituto tecnico ravennate entrò a far parte del sistema scolastico statale. A quei tempi il “Regio Istituto Tecnico Commerciale e per Geometri” di Ravenna era uno dei più frequentati della città, aveva ormai conquistato un ampio riconoscimento. Vedeva inoltre crescere ogni anno il numero degli iscritti (quarantatré nuovi alunni solo nell'anno scolastico 1907-08).

### Gli effetti delle guerre
Con l'inizio della Grande Guerra l’Istituto tecnico “Ginanni” fu requisito dall’autorità militare ad uso di ospedale di riserva. Le aule  dovettero ristabilirsi in altri locali improvvisati, senza possibilità di accesso ai laboratori. La questione del ripristino dell’Istituto tecnico in seguito alla fine del conflitto causò una discussione tra l’amministrazione provinciale e l’autorità militare. All'autorità militare si richiedeva un rimborso di 2500 lire per i danni arrecati all’edificio negli anni di guerra. Rimborso che non venne mai concesso, l’autorità militare si difese dichiarando di avere proceduto a importanti miglioramenti strutturali. Nella seduta straordinaria del 30 giugno 1919 la Deputazione provinciale deliberò infine di considerare saldato il debito, ed accettò di aumentare il finanziamento previsto per l’Istituto.
Anche la Seconda Guerra Mondiale causò danni all'edificio. Tra lutti, fughe e sospensioni politiche, l'istituto usciva dalla guerra decisamente modificato. L’anno scolastico inaugurato in ritardo e fra gravi disagi si sarebbe prolungato fino al 15 agosto, a causa dei recuperi dei mesi persi. Ma una parte dei locali era ormai del tutto inagibile, i laboratori erano rimasti aperti e senza custodia per molto tempo e la biblioteca era andata completamente distrutta (persi per sempre i libri raccolti in ottant’anni di storia).

### Ricrescita e contestazione
Alla faticosa ricostruzione seguono anni di crescita economica, anni di aspirazioni al benessere dopo i disastri della guerra. I figli dei contadini poco più che analfabeti, pur mantenendosi con piccoli lavori, iniziano in massa a studiare e ad iscriversi alle scuole superiori. Se lo possono permettere, ormai, il mondo sta cambiando velocemente e la scuola non è più un privilegio di pochi, così come non lo sono tanti beni di consumo che cominciano a diventare sempre più accessibili a tutti. Gli studenti del “Ginanni” furono i primi a seguire la scintilla accesa dai colleghi dell’artistico che furono i primi a battersi «per un rinnovamento delle strutture scolastiche, per solidarietà con il movimento studentesco universitario, contro le carenze dei programmi ministeriali, contro la strumentalizzazione dell'individuo, contro le repressioni poliziesche» tramite occupazioni e scioperi.